# ویننزله
ویننزله (به فرانسوی: Winnezeele) یک کمون در فرانسه با جمعیت ۱٬۱۰۸ نفر است که در نور-پا-دو-کاله واقع شده‌است.